# Francis Scott Key
Francis Scott Key (1. srpna 1779 Terra Rubra – 11. ledna 1843 Baltimore) byl americký amatérský básník, hlavním povoláním právník. Dnes je znám především jako autor slov hymny Spojených států amerických „Hvězdnatý prapor“ („The Star-Spangled Banner“). Báseň, původně nazvanou „The Defence of Fort McHenry“ („Obrana pevnosti Fort McHenry“), která se měla stát hymnou, začal psát během britsko-americké války z roku 1812, bezprostředně inspirován boji v oblasti města Baltimore. Oficiální národní hymnou se báseň stala nařízením prezidenta Woodrowa Wilsona z roku 1916, jež později stvrdil americký Kongres zákonem z roku 1931. Pohled na vlajku s patnácti pruhy vlající 14. září 1814 nad bojištěm u pevnosti Fort McHenry jako symbol vítězství nad Brity v tvrdé bitvě britsko-americké války u Baltimore inspiroval právníka a příležitostného básníka Francise Scotte Keye k napsání básně „Defence of Fort McHenry“.